# Mărturisiri calviniste de credință
Mărturisile reformate de credință sunt confesiunile diverselor Biserici Reformate. Bisericile Reformate își exprimă consensul de credință prin diferite crezuri. Unele crezuri sunt împărtășite de mai multe denominații ce și-au ales crezul în primul rând prin rațiuni istorice. Unele dintre aceste crezuri sunt:

## Continentale
- Cele trei forme de unitate
  - Catehismul de la Heidelberg (1563)
  - Confesiunea belgică (1566)
  - Canoanele de la Dort (1619)
- A doua confesiune helvetică (1566)
- Declarația teologică de la Barmen (1934)

Cele trei forme de unitate sunt comune bisericilor reformate cu origini în Europa continentală (în special Țările de Jos).

## Prezbiteriene
- Confesiunea scoțiană (1560)
- Standardele de la Westminster
  - Confesiunea de la Westminster (1646)
  - Catehismul cel scurt de la Westminster (1649)
  - Catehismul cel lung de la Westminster (1649)
- O scurtă declarație de credință (1991)

Standardele de la Westminster sunt comune bisericile reformate (cunoscute îndeobște ca biserici prezbiteriene) cu origini în Insulele Britanice.
Cea mai mare denominație prezbiteriană din Statele Unite, Biserica Prezbiteriană (SUA) a adoptat Cartea confesiunilor, care include versiuni atât ale mărturisirilor de credință continentale, cât și ale celor prezbiteriene.

## Congregaționaliste
Independenții s-au îndepărtat de teologia reformată în chestiunile rolului magistratului și puterilor înaltelor curți ecleziastice, dar au reținut sistemul calvinist în legătură cu multe alte probleme.
- Declarația de la Savoy (1658)

## Baptiste
Unele din bisericile baptiste se trag din mișcarea puritană din Anglia, fiind astfel de acord, într-o anumită măsură, cu forma de doctrină calvinistă prevalentă între prezbiterieni și congregaționaliști. Cu excepția formei congregaționale de guvernământ bisericesc și a botezului adulților, acești baptiști particulariști au adoptat credința reformată
- Mărturisirea de credință baptistă de la Londra Arhivat în 15 aprilie 2010, la Wayback Machine. (1689)